# 学校法人大成学園
学校法人大成学園（がっこうほうじんたいせいがくえん）は、茨城県水戸市に本部を置く学校法人。

## 沿革
- 1909年(明治42年)　大成裁縫女学校開学
- 1919年(大正 8年)　水戸市大成女学校と改称
- 1967年(昭和42年)　茨城女子短期大学開学
- 1969年(昭和44年)　大成女子高等学校に衛生看護科設置
- 1971年(昭和46年)　大成学園幼稚園開学
- 1990年(平成 2年)　茨城女子短期大学に専攻科設置
- 1999年(平成11年)　創立90周年記念式典挙行
- 2002年(平成14年)　大成女子高等学校に看護科設置

## 校訓
- 誠実、協和、勤勉

## 所在地
- 学校法人大成学園法人本部・大成女子高等学校

〒310-0063　茨城県水戸市五軒町3丁目2番61号
- 茨城女子短期大学・大成学園幼稚園

〒311-0114　茨城県那珂市東木倉960番地の2

## 設置学校
- 茨城女子短期大学
- 大成女子高等学校
- 大成学園幼稚園